# Hino Motors
Hino Motors, Ltd. eller Hino en en japansk producent af kommercielle køretøjer og dieselmotorer. De har hovedkvarter i Tokyo, hvor virksomheden blev etableret i 1942. Siden 2001 er det et datterselskab til Toyota Motor.